# Epiperipatus broadwayi
Epiperipatus broadwayi är en klomaskart som först beskrevs av Clark 1913.  Epiperipatus broadwayi ingår i släktet Epiperipatus och familjen Peripatidae. Inga underarter finns listade i Catalogue of Life.